# La cotta
La cotta è un film per la televisione a mediometraggio sceneggiato e diretto da Ermanno Olmi. È stato prodotto dalla Rai Radiotelevisione Italiana nel 1967.
Della durata di cinquanta minuti circa, completa la serie dei primi film di narrazione di questo regista - iniziata con Il tempo si è fermato, del 1959 - dopo una lunga esperienza in campo documentaristico.
Narra dell'iniziazione sentimentale (con i riflessi psicologici ed i turbamenti che questo passaggio di vita comporta) di due giovani poco più che adolescenti.

## Trama

iniziazione sentimentale in bianco e nero

Girato in bianco e nero e ambientato nella Milano del miracolo economico italiano che cominciava a sfumare verso l'autunno caldo e gli anni della contestazione, il mediometraggio è interpretato da due attori non professionisti, Giovanna Claudia Mongino e Luciano Piergiovanni, rispettivamente nei ruoli di Jeanine, adolescente di origine francese, ed Andrea, giovane milanese alla ricerca di nuove ed originali tecniche di seduzione e corteggiamento delle coetanee.

## Distribuzione
Sul mercato statunitense il film è stato distribuito in dvd nel 2003 con il titolo in lingua inglese The Crush in abbinata con il film Il posto dello stesso Olmi.